# Плотто, Василий Карлович

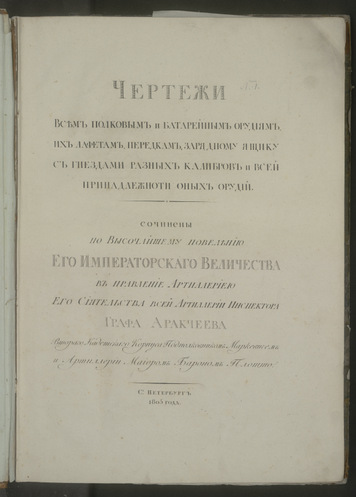
Чертежи всем полковым и батарейным орудиям, их лафетам, передкам, зарядному ящику с гнездами разных калибров и всей принадлежности оных орудий. 1805

Василий Карлович Плотто – русский военный писатель

, барон.
Службу в Российской императорской армии начал в XVIII веке. В 1805 году уже был майором артиллерии, состоял на службе ещё в 1831 году.
Автор трудов в области армии и вооружений
- "Чертежи всем полковым и батарейным орудиям, их лафетам, передкам, зарядному ящику, с гнездами разных калибров и всей принадлежности, сочинено по Высочайшему повелению в правление артиллерией графа Аракчеева", СПб. 1805, вместе с подполк. А. Маркевичем,
- "Краткие записки, показывающие, сколько и каких именно оковок употребляется в понтонной фуре и проч.", СПб., 1807